# Хупри
Хупри (цез. ХIупра) — село в Цунтинском районе Республики Дагестан. Входит в состав Хибиятлинского сельсовета.

## География
Село находится на берегу реки Метлюта (бассейн реки Андийское Койсу), на расстоянии 19 км к западу от села Цунта, административного центра района.

## История
В 1944 году село было ликвидировано, а население переселено после выселения чеченцев в Веденский район. В 1957 году было восстановлено.

## Население
| 1888 | 1895 | 1926 | 1939 | 1970 | 1989 | 2002 |
| ---- | ---- | ---- | ---- | ---- | ---- | ---- |
| 144  | ↘66  | ↗87  | ↗334 | ↗379 | ↗422 | ↗495 |
| 2010 | 2021 |      |      |      |      |      |
| ↗556 | ↗732 |      |      |      |      |      |

### Национальный состав
По данным Всероссийской переписи населения 2010 года — моноэтническое дидойское село.